# Izba Pamięci ks. Jerzego Popiełuszki w Suchowoli
Izba Pamięci ks. Jerzego Popiełuszki w Suchowoli – izba muzealna, znajdująca się w Suchowoli z siedzibą przy parafii św. Apostołów Piotra i Pawła. Jej zbiory poświęcone są osobie bł. ks. Jerzego Popiełuszki, który urodził się w pobliskich Okopach.
Izba została otwarta w 1986 roku. Jej siedzibą są pomieszczenia plebanii. W zbiorach znajdują się pamiątki po kapłanie, m.in. jego portrety, zdjęcia oraz legitymacja szkolna. Eksponowany jest również stół z prosektorium w Białymstoku, na którym dokonano sekcji zwłok zamordowanego.

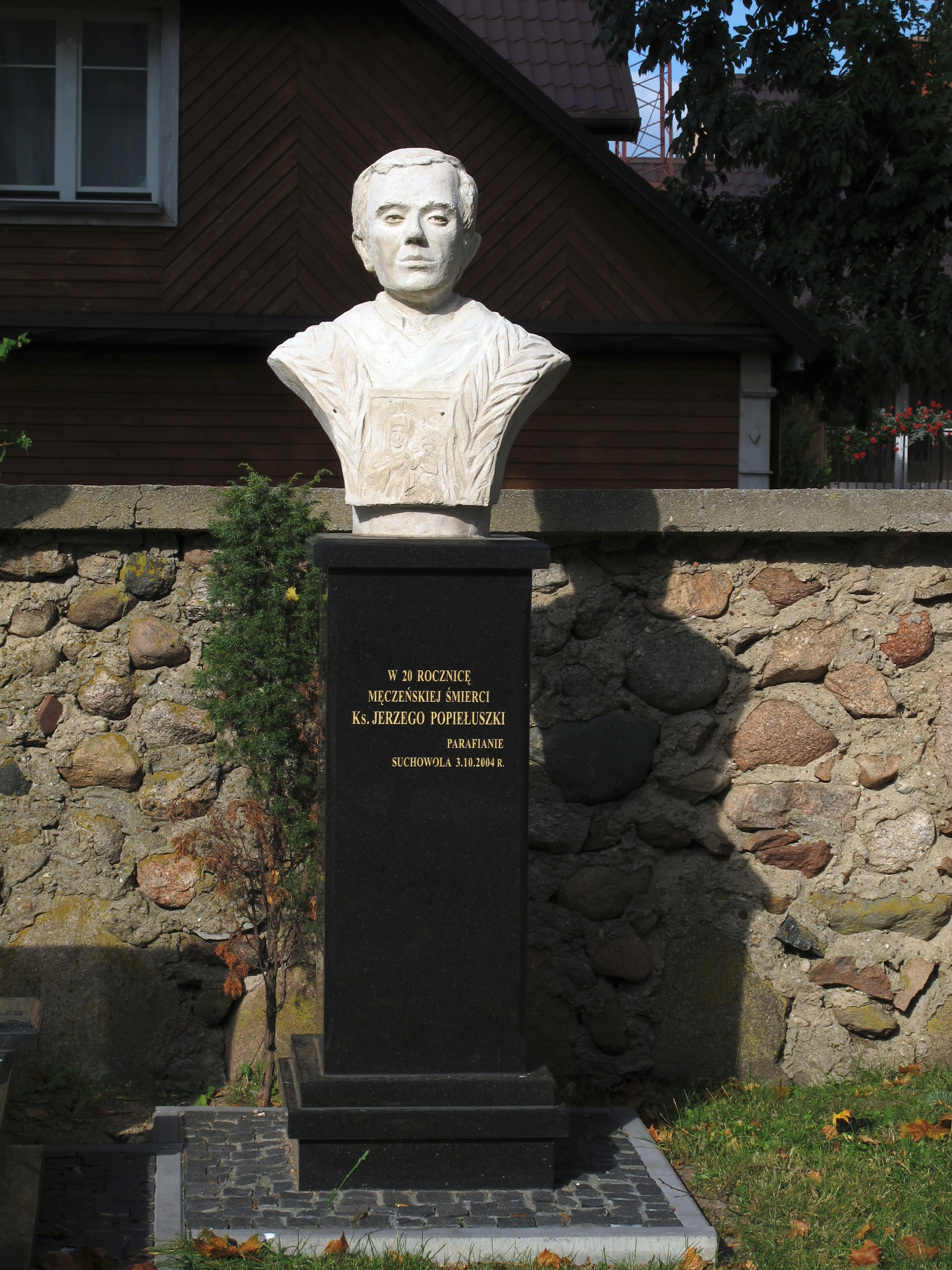
Pomnik ks. Jerzego Popiełuszki przy suchowolskim kościele

Zwiedzanie izby jest możliwe po uprzednim uzgodnieniu.